# Кръстова гора
Кръстова гора е местност в централната част на планината Родопи в България, близо до Кръстов връх (1413 m), от който носи името си. Позната е също като Родопската Света гора заради намиращия се там манастирски комплекс „Света Троица“.

## Местоположение
Разположена е в най-южната част на област Пловдив, в направление юг – изток, на територията на община Лъки, в землищата на село Белица и село Борово.
Тръгвайки по пътека от Кръстов връх на запад, край него е голяма чешма с висок параклис, след 150 m се стига до манастирския комплекс, където най-забележителните обекти са църквата „Света Троица“ и монашеската сграда. Останалите обекти от комплекса са:
- църквата „Покров на пресвета Богородица“;
- комплекс „12 апостоли“ от 12 параклиса, разположени двустранно на стълбището към връх Кръста с разпятието): „Св. Седмочисленици“, „Св. апостол Яков“, „Св. апостол Петър“, „Св. апостол Павел“, „Св. апостол Тома“, „Св. апостол Андрей“, „Св. апостол Филип“, „Св. апостол Яков“, „Св. апостол Симон-Кананит“, „Св. апостол Вартоломей“, „Св. апостол евангелист Марко“, „Св. апостол Лука“, „Св. апостол Матей“,
- 3 параклиса, северозападно след върха с кръста: „Св. Йоан Рилски“, „Св. Три светители“ и „Св. Висарион епископ Смолянски“).

Северно от храм „Покров на пресвета Богородица“ на пътя е изградена арка, олицетворяваща входа на комплекса. На около 700 метра югоизточно от храма е чешмата Окото.

## Манастирски комплекс
Местността е известна с намиращото се там християнско светилище на връх Кръста, което е християнски поклоннически център с международна известност. Особено популярен е при празнуване на християнския празник Кръстовден.
Там е изграден манастирски комплекс „Света Троица“ от параклиси, повече известен с името на местността Кръстова гора. На същия родопски връх, на който днес се намира манастирският комплекс, някога е съществувал стар манастир, разрушен преди векове. За това разказват запазените зидове, обработените камъни, разкритите основи на старата църква, камъните със следи от свещи по тях, както и намерените в земята кръстове от бигор.

## История, предание и легенда
Местните хора разказват за Йордан Дрянков, родом от село Ковачевица, Гоцеделчевско. Отказал се от рано от светски изгоди и земни блага, Йорданчо, както го наричали някога, се посветил на Господ. Често получавал видения, едно от които след нощ прекарана на връх Кръстов. В това по-особено видение му се разкрива историята на мястото.
На този връх се е издигал голям манастир, в който се пазела частица от Кръста Господен. Преди това тази частица, която била прикрепена към кръст или от нея бил направен кръст, се пазела в Цариград в султанската съкровищница. Руският цар изпратил пратеници с богати дарове за султана, като им поръчал: „Като поиска султанът и той да ви даде подаръци за мене, вие му кажете, че вашият цар не иска нищо друго освен дървения кръст, който е научил, че се пази в съкровищницата ви.“ Пратениците изпълнили поръката на царя и султанът им дал искания кръст. Майката на султана, като научила за това, му рекла: „Какво си направил? Знаеш ли, че този кръст крепеше властта и силата ти? Пусни потери да хванат пратениците и си го вземи.“
Султанът изпратил хора, но не могли да хванат пратениците, защото, като узнали че ги търсят, не се върнали по същия път, а се отправили към Средните Родопи. В манастира на Кръстов връх русите предали на монасите кръста и заминали за Русия. Не след дълго манастирът бил нападнат от турците и разрушен до основи, а монасите са избити. Те успели обаче да скрият кръста в подземното манастирско скривалище.
Във видението на Йорданчо му било казано още да бъде направен и поставен висок метален кръст на хълма, в знак на това, че там е заровена някога частица от Христовия кръст. Затова той разказва видението си на цар Борис III. По същото време при царя е подполковник Величков от запаса, който споделя, че на него Бог му бил посочил как точно трябва да изглежда металния кръст. Взели решение да бъде излят 66-килограмов метален кръст (удвоената Христова възраст), като разходите били поделени между царя и подполковника.
На 1 май 1936 г. металният кръст е поставен на връх Кръстов. След церемонията по освещаването му, бяло гълъбче кацнало на менчето със светена вода, което след това литнало към западното възвишение на връх Кръстов. Йордан Стойчев казал на хората да последват гълъба, защото той щял да им открие къде е било старото манастирско аязмо. След разчистването на скалата, на която кацнало гълъбчето от нея бликнало вода. Над него е издигнат втори метален кръст, а също така и малък параклис от дарители. Обектът е известен като Аязмото. Намира се на 320 метра западно от центъра на комплекса.
През 1994 г. кръстът, подарен от цар Борис III изчезва и след 7 месеца бива намерен в гората. Поставен е в новопостроения храм, а на мястото на стария е отлят нов от неръждаема стомана с тегло 99 килограма (утроената Христова възраст).
Това, което се знае за по-нататъшната съдба на Йордан Стойчев е че той изчезва и през 60-те години мъченически умира в Ловешкия лагер, заровен жив до главата в пръст. Животът му не е напълно проучен и около него съществуват много загадки и неясноти.
От историческа гледна точка видението на Йорданчо може в основната си част да се приеме за достоверно по следните причини:
- За съществуването на частица от Христовия кръст в Константинопол свидетелстват житията на светците и църковното предание. Напълно възможно е след падането на града под турска власт, богатствата на византийския двор, заедно с частицата от кръста да са попаднали в ръцете на султана
- До 1677 г. е засвидетелствана тенденция сред руските царе да пращат пратеници до султанския двор в Истанбул, за да спечелят приятелството му. Не е изключено именно при едно такова посещение да е поискана и частицата от дървения кръст.
- В повечето случаи жените на султаните били християнки или бивши такива. Така, че не е изключено султанската майка да е била свързана с християнската вяра и да е знаела за силата на чудодейния кръст.
- Археологически находки доказват съществуването на връх Кръстов на голям манастирски комплекс. 
- Новата църква
- Кръстът, в който има частица от разпятието
- Арката на входа на манастира
- Стълбището с комплекса параклиси „12 апостоли“
- Храм „Св. Троица“ (1956)